# Campo (àlbum)
Campo, és el títol de l'àlbum de la banda creada per músic i productor Juan Campodónico, gravat en 2011, a Montevideo i L'Estudi Sunset Sound de Los Angeles.
L'àlbum Campo va rebre la nominat al Premi Grammy el 2013, de com a Millor Àlbum Llatí Rock, Alternatiu o Urbà.

## Llista de cançons
Totes les cançons són de Juan Campodónico,
1. La Marcha Tropical
2. 1987
3. Heartbreaks
4. Turn On The Lights
5. Cumbio
6. El Viento
7. Tu Lugar
8. Zorzal
9. Across The Stars